# Antonio Rodríguez Jiménez
Antonio Rodríguez Jiménez (Córdoba, 15 de junio de 1956) es un periodista, escritor, poeta y profesor universitario español que reside habitualmente en México.

## Biografía
Antonio Rodríguez Jiménez nació en Córdoba el 15 de junio de 1956. Es licenciado en Filología Hispánica por la Universidad de Córdoba y doctor en Comunicación y en Teoría de la Literatura y Literatura Comparada por la Universidad de Málaga con una tesis titulada Claves teóricas y práctica de la crítica literaria desde un enfoque periodístico: 'Cuadernos del Sur' (1986-2008).

## Trayectoria
Rodríguez Jiménez ejerció como periodista cultural durante 30 años y fundó y coordinó durante 22 años el suplemento cultural de Diario Córdoba Cuadernos del Sur. Más tarde, fue director del Instituto Cervantes en Fez, desde enero de 2010 hasta 2013. Fue cofundador de la Asociación Andaluza de Escritores y Críticos Literarios y es una de las voces más destacadas del movimiento de la Poesía de la Diferencia, de las décadas de los 80 y 90. Fue el fundador de este movimiento junto a Pedro Rodríguez Pacheco, Antonio Enrique, Fernando de Villena, María Antonia Ortega y José Lupiáñez. Es miembro de la Academia de Buenas Letras de Granada. Durante los últimos doce años se ha dedicado a la enseñanza universitaria en varias universidades de México. Es académico numerario de la Academia Hispanoamericana de Buenas Letras con sede en Madrid y La Plata (Argentina). Pertenece a la Red Latinoamericana de Metodología Jurídica de la UNAM. También es miembro de la Red Iberoamericana de Estudios Literarios, REDITEL. Es Investigador Nacional SNII nivel I del Conahcyt.

## Reconocimientos
Su obra ha recibido diversos reconocimientos como el Premio Andalucía de Periodismo, el Ciudad de Córdoba, el Premio de la Fundación Lara, el Atlántida, el Ciudad de Valencia “Vicente Gaos”, el González de Lama, el “Antonio Gala”, el Villa de Aoiz, o el “Mariano Roldán”. Premio Nacional al Fomento de la Lectura del Ministerio de Cultura al suplemento Cuadernos del Sur, mientras él lo dirigía y autor de la presentación de la candidatura.

## Publicaciones

### Poesía
LIBROS
- Adagio a una noche de arcanos y de fuego. Artesa. Burgos, 1979. Dp. legal BU-354-1969.
- Vértigo de la infancia (Gijón, Aeda, 1980). 46 páginas, ISBN 84-300-2019-5.
- El sueño de los cuerpos (Madrid, Dante, 1982). 56 páginas, ISBN 84-85120-26-4.
- Cristal de niebla. El Guadalhorce. Málaga, 1987. (Plaquette).
- Ciudad de lunas muertas (Madrid, Rialp, 1987). 60 páginas, ISBN 84-321-2389-7.
- De este mundo. Cuadernos de la Posada. Ayuntamiento de Córdoba,  1992. (Plaquette).
- Un verano de los 80 (Córdoba, Paralelo 38, 1991; segunda edición, Madrid, Libertarias, 1992). 48 páginas, ISBN 84-7683-201-X.
- Elefanti in aguatto. Traducción de Emilio Coco. Levante Editori. Bari (Italia), 1992. ISBN 88-7949-016-8
- El fabricante de hielo (Madrid, Libertarias, 1993). 48 páginas, ISBN 84-7683-200-1.
- La Reina esnifa merengues mágicos. Ateneo de Málaga, 1995. (Plaquette). Dp. legal MA-1017-1995
- La dama blanca. Jorge Huertas Editor. Cuadernos de Ulía. Fernán-Núñez, 1995. (Plaquette).
- El rostro mentiroso (Premio de Poesía Ciudad de Valencia-Vicente Gaos; Valencia, Ayuntamiento, 1998). 52 páginas, ISBN 84-89747-50-4.
- Los demonios de Vysehrad (Barcelona-Córdoba, DVD-Diputación, 1999). 80 páginas, ISBN 84-95007-09-6.
- Los demonios de Vysehrad. Caudal Ediciones Hispanas, 2025. ISBN 9798306924793
- Cenizas sobre un fondo de pájaros de nieve (Premio Antonio González de Lama; Madrid, Rialp, 1999). 64 páginas. ISBN 84-321-3256-X.
- Una hebra de esplendor (Antología poética 1979-1999). Ayuntamiento de Málaga, 2000. ISBN 84-89883-35-1
- Los demonios de Vyserhad. DVD ediciones. Barcelona, 1999. ISBN 84-95007-09-6
- Los demonios de Vysehrad. Caudal Ediciones Hispanas, 2025.
- Amapolas que suben por los muslos. Aula Poética Casa del Inca. Ayuntamiento de Montilla (Córdoba), 2003. (Plaquette). ISBN 84-89619-81-6
- El Valle de los Pájaros. Islas del Recuerdo. Corona del Sur. Málaga, 2004. (Plaquette). ISBN 84-96315-14-2
- Badagas. Aristas de Cobre. Córdoba, 2005. (Plaquette).Dp. Legal: CO-0635-05.
- Orquídeas de Wall Street. Signum Edizioni d’arte. Milán (Italia), 2005. (Plaquette)
- Sagrados labios verdes. Algaida. Sevilla, 2005.ISBN 8433-927-0
- Sonidos metálicos al sur de Manhattan. Alhulia. Salobreña (Granada), 2006. ISBN 84-96083-84-5
- El rapto de Fylgia. Ediciones Sin Importancia. Málaga, 2006. (Plaquette).
- Los duendes del invierno. Alhulia. Salobreña (Granada), 2008.ISBN 978-84-96641-51-8
- El azúcar de Saturno. Ánfora Nova. Rute (Córdoba), 2009. ISBN 978-84-88617-64-4
- Un hombre iluminado. Cajasur. Córdoba, 2010. ISBN 978-847959-701-8.
- La llave de los sueños (Poesía 1979-2012). Alhulia. Salobreña (Granada), 2012. (417 páginas. Poesía completa). ISBN 978-84-15464-05-1.
- Las legiones celestes. De Torres Editores. Córdoba, 2014. ISBN 978-84-941612-6-1
- El temblor de una noche gigante. Caudal Ediciones Hispanas. Guadalajara, México, 2016. ISBN 978-607-97121-1-2
- Dioses abandonados en las calles. De Torres editores. Córdoba, 2017. ISBN 978-84-17070-06-9
- Las escalas del tiempo. Dauro. Granada 2020. ISBN impreso 978-84-18183-12-6

#### Antologías de su poesía
LIBROS
- Una hebra de esplendor. Antología 1979-1999 (Málaga, Ayuntamiento, 2000). 230 páginas, ISBN 84-321-3256-X.
- Una silueta en el vacío. Antología 1979-2019. Caudal Ediciones Hispanas. Guadalajara, Jalisco, México, 2019. ISBN 978-607-97121-9-8.

### Novela
LIBROS
- Galilea (Madrid, Grupo Libro, 1994). 132 páginas, ISBN 84-7906-074-3.
- Plaza del cielo (Madrid, Huerga & Fierro, 1996). 128 páginas, ISBN 84-88564-94-5.
- La alquimia del unicornio (Córdoba, Almuzara, 2006). 368 páginas, ISBN 84-88586-63-9.
- A Alquimia do Únicornio (Edición portuguesa en Nova Vega. Lisboa, 2007). ISBN 978-972-699-861-7.
- El inseminador de la margarita (relatos). El Páramo. Córdoba, 2009. ISBN 978-84-936885-5-4.
- Las cartas del río (novela). Caudal Ediciones Hispanas. Guadalajara, 2025. ISBN 979-8305950007.
- La sombra de Ofelia (novela). Caudal Ediciones Hispanas. Guadalajara, 2025. ISBN 979-8305950007.
- The River's Silent Letters (Novel). Caudal Ediciones Hispanas. Guadalajara, 2025. ISBN 979-8306291390.

#### Inclusiones en antologías de narrativa y poesía
- Córdoba en la mirada: antología de relatos (Madrid, Huerga y Fierro, 1996). 112 páginas, ISBN 84-88564-96-1.
- Córdoba en la poesía. Selección de Mario López. Caja Provincial de Ahorros de Córdoba, 1979. ISBN 84-300-1524-8
- Nostalgia y presencia de Medina Azahara. Selección de Carlos Clementson. Diputación Provincial de Córdoba, 1980. ISBN 84-500-3661-5
- Quince años de (joven) poesía en Córdoba (1968-1982), de Pedro Roso. Diputación Provincial de Córdoba, 1984.
- Homenaje a Pablo García Baena. Ayuntamiento de Córdoba, 1986. Dp. Legal MA 358-1994.
- Homenaje a Juan Bernier. Diputación Provincial de Córdoba, 1986.
- Fuentes de Córdoba. Selección de Mario López y Antonio Povedano. Acheloos. Córdoba, 1986.
- Al Sur. Manuel Ángel Jiménez. Cajasur. Córdoba, 1987.
- 22 poetas cordobeses. Ayuntamiento de Córdoba, 1987.
- Concerto Piccolo. Poesía spagnola oggi, de Emilio Coco y Giorgio Pacifici. Antonio Pellicane Editore. Roma, 1988.
- Antología Europea, de Fabio Doplicher. Stilb. Formia (Italia), 1991.
- El Hilo de la Fábula (Una antología de poesía española actual). Edición de Antonio Garrido Moraga. Antonio Ubago Editor. Colección Campo de Plata.  Granada, 1995.
- Antologia di poesia mediterranea, de Emanuele Bettini. Marzorati Editore. Settimo Milanese (Milano), 1996.
- ... Y el Sur, de José García Pérez. Facep. Málaga, 1997.
- Milenio. Ultimísima poesía española (Antología), de Basilio Rodríguez Cañada. Sial-Celeste. Madrid, 1999.
- De lo imposible a lo verdadero. Poesía española 1965-2000. De Antonio Garrido Moraga. Celeste ediciones. Madrid, 2000.
- Medina Azahara. El monte de la novia. De Antonio Rodríguez Jiménez. Almuzara. Córdoba, 2008.
- Entre el XX y el XXI. Antología poética andaluza. De Francisco Morales Lomas. Ediciones Carena. Barcelona, 2007.
- La dolce vita. Poesía y Cine. De Francisco Ruiz Noguera. Málaga Cinema. Diputación de Málaga. Málaga, 2010.
- Geometría y angustia. Poetas españoles en Nueva York. Edición de Julio Neira. Vandalia. Fundación José Manuel Lara. Sevilla, 2012.
- Antología de la Poesía Española del Siglo XX. Edición y traducción de Leons Briedis. Editorial Neputns. Riga (Letonia), 2014.
- Antología emocional de poetas andaluces. 70 menos uno. Edición de Antonio Enrique. El Toro Celeste. Fundación Unicaja. Málaga, 2016.
- El Unicornio en el Café Libertad 25 años después. Antología. Edición de Pedro Rodríguez Pacheco. Carena, Barcelona, 2019. ISBN 978-84-17852-07-8.

### Artículos
LIBROS
- Humos amarillos (Brenes, Muñoz Moya-Montraveta, 1993). 180 páginas, ISBN 84-8010-011-7.
- Paraíso de las migajas (Iruña, Pamiela, 1996). 214 páginas, ISBN 84-7681-245-0.

### Ensayo y antologías
LIBROS
- Ante nueve poetas de Córdoba (Córdoba, Cajasur, 1988). 220 páginas, ISBN 84-7580-521-3.
- Elogio de la diferencia: antología consultada de poetas no clónicos (Córdoba, Monte de Piedad y Caja de Ahorros, 1997). 284 páginas, ISBN 84-7959-142-0.
- Elogio de la diferencia: antología consultada de poetas no clónicos. Caudal Ediciones Hispanas, 2025. ISBN 9798306955483
- Medina Azahara. El Monte de la novia. Almuzara. Córdoba, 2008. 978-84-96968-75-2
- Ricardo Molina. Conciencia de Cántico. Renacimiento. Sevilla, 2008. ISBN 978-84-8472-407-0
- Pablo García Baena, la liturgia de la palabra. Visor. Madrid, 2009. ISBN 978-84-9895-112-7
- Cuadernos del Sur. Un episodio clave de la crítica literaria en el periodismo cultural. Caudal Ediciones Hispanas. Guadalajara, México, 2016. ISBN 978-607-97121-0-5
- Siete poetas diferenciales de la lírica española en la década de los ochenta. Caudal Ediciones Hispanas. Guadalajara, México, 2017. ISBN 978-607-97121-3-6
- Método y práctica de la Redacción Científica. CUAAD, Universidad de Guadalajara. Guadalajara (México), 2017. ISBN 978-607-742-856-5
- La sociedad secreta de los poetas. Estéticas diferenciales de la poesía española contemporánea. Carena. Barcelona, 2017. ISBN 978-84-16843-94-7
- Metodología creativa para la investigación académica. CUAAD, Universidad de Guadalajara. Guadalajara (México), 2019. ISBN 978-607-547-598-1
- Las ciudades a través de la narrativa, la poesía y el cine. Una interpretación urbana desde las visiones creativas de las artes. Caudal Ediciones Hispanas. México, 2019.ISBN 978-607-98693-0-4
- Los límites de la singularidad. Una aproximación crítica a la poesía española de los siglos XX y XXI. Ediciones Carena. Barcelona, 2020. ISBN 978-84-17852-61-0
- Orientaciones para el diseño de los capítulos de tesis: Licenciatura, maestría y doctorado. Caudal Ediciones. Guadalajara (México), 2020. ISBN 978-607-98693-5-9
- Literatura de la epistemología educativa. Granada. DAURO, 2021. ISBN 978-607-98693-5-9
- Periodismo interpretativo Multiplataforma. Guadalajara, Caudal Ediciones Hispanas, 2022. ISBN 978-607-98693-8-0
- Claves para una comunicación asertiva y efectiva. 2022. Folia. UAG. ISBN 978-607-719-020-2
- Claves de redacción para la investigación académica. 2023. Folia. UAG. ISBN 978-607-719-027-1
- Laberinto del Minotauro. Una incursión a la teoría literaria. 2023. Carena. ISBN 978-84-19136-44-2
- El futuro del periodismo. Interpretación y estrategia multicanal. 2024. Caudal Ediciones Hispanas. ISBN 979-8304800686.
- Estrategias de redacción para investigadores exitosos. 2024. Caudal Ediciones Hispanas. ISBN 979-8304788199.
- El secreto para despertar la motivación científica. 2025. Caudal Ediciones Hispanas. ISBN 979-8304819060.
- La fuerza de la palabra: Comunicación efectiva y asertiva para el éxito personal y profesional. 2025. Caudal Ediciones Hispanas. ISBN 979-8304744768.
- El arte de enseñar y aprender en el siglo XXI: Reflexiones sobre la epistemología educativa. 2024. Caudal Ediciones Hispanas. ISBN 979-8305106282.
- Voces diferenciales de la poesía española del último cuarto del siglo XX. 2024. Caudal Ediciones Hispanas. ISBN 979-8305080285.
- La guía definitiva para diseñar capítulos de tesis impecables. Caudal Ediciones Hispanas. ISBN 979-8305009910.

## Capítulos de libros
- Visión literaria de diversas ciudades del mundo (2024), Del libro Aspectos de la diversidad en la cultura hispánica. Universidad Castellae de Valladolid, Cultura Iberoamericana. (Páginas 119-134). ISBN 9788412597356.
- El tedio de los formularios de protocolo como dificultad para la investigación jurídica (2024). Título del libro: Pasos hacia una recolección en la enseñanza del Derecho en el sistema romano-germánico. Tomo 7. Biblioteca Jurídica Virtual. Instituto de Investigaciones Jurídicas de la UNAM. Ciudad de México. ISBN 9786073094115.
- Los capítulos como elementos básicos del desarrollo de las tesis jurídicas (2024). Título del libro: Pasos hacia una recolección en la enseñanza del Derecho en el sistema romano-germánico. Tomo 7. Biblioteca Jurídica Virtual. Instituto de Investigaciones Jurídicas de la UNAM. Ciudad de México. ISBN 9786073094115.
- El arte de contar la historia: novelas de Juan Eslava Galán (2024). Título del libro: Las palabras de la fábula. Treinta años de narrativa en Andalucía. Editorial Comares (Q1). Granada. ISBN 9788413698762.
- La huella de Muñoz Molina en los poetas de los 80 a través de El invierno en Lisboa (2002). Título del libro: La narrativa elocuente de Antonio * Muñoz Molina. P.I.E. Peter Lang. Edtions Scientifiques Internationales (Q1). Bruselas. ISBN 9782875744555. DOI 10.2726/b19077.
- Los retos de la comunicación educativa y sus oportunidades durante el COVID-19 (2022). Título del libro: Disrupción en las ciencias sociales y sus oportunidades ante la crisis sanitaria del COVID-19. Folia, UAG. Capítulo 11. Zapopan. ISBN 9786077190219.
- Prólogo (2020). Título del libro: ¿Cómo se elabora un protocolo de investigación? Caudal Ediciones Hispanas. Guadalajara. ISBN 9786079869328.
- Ricardo Bellveser, un poeta singular y a contracorriente. Título del Libro: El pájaro a la rama. Conciencia del tiempo y tiempo de la consciencia en la poesía de Ricardo Bellveser (1977-2020). Grupo Editorial Olé Libros. Valencia. ISBN 9788418208706.
- Memoria y testimonio de Pablo García Baena (2018). Título del libro: La poesía de Pablo García Baena. Comares (Q1). Granada. ISBN 978849045754.
- Una verdad extraña para la verdadera y viva poesía española. Un caso singular: Manuel Ruiz Amezcua, que ofrece 900 páginas de versos (2018). Título del libro: Singularidad en la poesía de Manuel Ruiz Amezcua. Comares (Q1). Granada. ISBN 9788490457627.
- Cuatro poetas diferenciales de la poesía femenina española del último cuarto del siglo XX. (2017). Título del libro: La palabra silenciada. Voces de Mujeres en la Poesía Española Contemporánea (1950-2015). Tirant Le Blanc Humanidades (Q1). Valencia. ISBN 9788417069933.
- La creación poética en Cuadernos del Sur, emblema literario de estética y compromiso (2027). Título del libro: Palabra heredada en el tiempo. Tendencias y estéticas en la poesía española contemporánea (1980-2015). Akal. Madrid. ISBN 978-84-460-44048.
- Los pájaros del frío, de Alejandro López Andrada (2014). Título del libro: Veinte años de literatura en Andalucía (1994-2014). Los Premios Andalucía de la Crítica. Ediciones Carena, Barcelona. ISBN 978-84-16054-664.
- El discurso de yerba, de Rafael Soto Vergés (2014). Título del libro: Los Premios Andalucía de la Crítica. Ediciones Carena, Barcelona. ISBN 978-84-16054-664.
- Ángel de la lluvia. ISBN 978846123400. Año de publicación: 2009.
- Dos capítulos: "Nota a la edición" y "Testimonios de Pablo García Baena". ISBN 978-84-9895-112. Año de publicación: 2009.
- El ángel que cura. ISBN 978849257356. Año de publicación: 2009.
- Los poetas cantan a Medina Azahara. ISBN 9788496968752. Año de publicación: 2008.
- Kalgama, de Antonio Rodríguez Jiménez. ISBN 849340375X. Año de publicación: 2007.
- Poética de una diferencia. ISBN 978849549803. Año de publicación: 2000.

## Artículos en revista científicas
- La Celestina y su influjo en los escritores hispanoamericanos del Boom. Revista Argos de Estudios Literarios, Lingüística y Creación Literaria, CUCSH Universidad de Guadalajara. ISSN Electrónico: 1562472. DOI: 10.32870/revistaargos.v12.n29.3.25a. Año de publicación: 2025.
- Expulsados del paraíso, la diferencia, una incursión en el análisis de la poesía española de los años 80 del pasado siglo XX. Revista Penélope Evolución Histórica y Literaria desde la Antigüedad. Universidad de Jaén. ISSN Electrónico: 23410086. Año de publicación: 2024.
- La narrativa fantástica, género rechazado en España durante años, a pesar del gran auge que tuvo en Latinoamérica. Sincronía. ISSN Electrónico: 1562384X. DOI: 10.32870/sincronia. Revista Argos de Estudios Literarios, Lingüística y Creación Literaria, CUCSH Universidad de Guadalajara. Año de publicación: 2024.
- Fronteras Literarias de la Inteligencia Artificial: Análisis Textual, Traducción Automática, y Generación de Texto en la Literatura Comparada. Argos. ISSN Electrónico: 15624072. DOI: 10.32870/argos.v11.n27.2.24a. Universidad de Jaén. Año de publicación: 2024.
- Don Quijote y el Boom: La huella de la obra de Cervantes en García Márquez. Boletín de la Academia de Buenas Letras de Granada, N° 23. ISSN Electrónico: 29522420. Año de publicación: 2024.
- Rafael Guillén, el ferviente humanismo de un poeta andaluz con voz propia. Boletín Oficial de la Academia de Buenas Letras de Granada. ISSN Electrónico: 29522420. Año de publicación: 2023.
- Marginación y olvido en la poesía femenina española: Tres poetas de los ochenta. Argos. ISSN Electrónico: 15624072. Revista Argos de Estudios Literarios, Lingüística y Creación Literaria, CUCSH Universidad de Guadalajara. Año de publicación: 2023.
- La reflexión filosófica en la poesía de Jaime Siles. Sincronía. ISSN Electrónico: 1562384X. DOI: 10.32870/sincronia. Revista del CUCSH Universidad de Guadalajara. Año de publicación: 2023.
- Crónica de una muerte sorpresa, la de Ricardo Bellveser, poeta de la Diferencia, fallecido en Valencia. Penélope. Universidad de Jaén. ISSN Electrónico: 23410086. Año de publicación: 2023.
- Ciudades americanas y europeas transformadas por una visión literaria. Argos. ISSN Electrónico: 15624072. DOI: 10.32870/argos.v10.n25.1a23. Revista Argos de Estudios Literarios, Lingüística y Creación Literaria, CUCSH Universidad de Guadalajara. Año de publicación: 2023.
- Los suplementos literarios como ejes culturales de los medios de comunicación social en el último cuarto del siglo XX. Sincronía. ISSN Electrónico: 1562384X. DOI: 10.32870/sincronia. Revista del CUCSH. Universidad de Guadalajara. Año de publicación: 2023.
- Aspectos filosóficos en la poesía de Jaime Siles. La Nueva Literatura Hispánica. Universidad de Valladolid. ISSN Impreso: 11394153. Año de publicación: 2023.
- Las limitaciones de la novela española en los últimos cuarenta años. Del esplendor mediático a la crisis de la COVID-19. Sincronía. Latindex. Revista de Filosofía, Letras y Humanidades. Universidad de Guadalajara. ISSN Electrónico: 1562384X. DOI: 10.32870. Año de publicación: 2022.
- La singularidad creativa en la poesía contemporánea. Boletín Oficial de la Academia de Buenas Letras de Granada. ISSN Electrónico: 29522420. Año de publicación: 2021.
- LA COVID-19, motor de cambio de la transformación educativa más grande de los últimos siglos. Hachetepé, Universidad de Cádiz. ISSN Impreso: 21727910. DOI: 10.25267/Hachetetepe.2021.i23.2203. Año de publicación: 2021.
- La singularidad de la poesía contemporánea. Reflexiones y caracterización (1980-2018). Sincronía. Revista de Filosofía, Letras y Humanidades. Universidad de Guadalajara. ISSN Electrónico: 1562384X. DOI: 10.32870/sincronia.axxiv.n77. Año de publicación: 2019.
- El tratamiento internacional de las literaturas en Cuadernos del Sur. Confluencia. Revista Hispánica de Cultura y Literatura. Universidad del Norte de Colorado (EEUU). ISSN Impreso: 08886091. DOI: 10.1353/cnf.2017.0015. Año de publicación: 2017.
- Características, referentes y líneas maestras de la crítica literaria realizada en Cuadernos del Sur. Revista de Literatura (Latindex Q1). Consejo Superior de Investigaciones Científicas de Madrid. ISSN Impreso: 0034849X. DOI: 10.3989/revliteratura. Año de publicación: 2015.
- La línea interior de la poesía contemporánea y sus estéticas vistas a través de Cuadernos del Sur. Cuadernos Hispanoamericanos. Ministerios de Cultura y Exteriores de España. ISSN Impreso: 0011250X. Año de publicación: 2014.
- Las mujeres que vinieron al Nuevo Mundo. Una revisión a la historia femenina en el hispanismo histórico. Revista Ámbitos (Latindex). Universidad de Córdoba. ISSN Impreso: 15752100. Año de publicación: 2014.
- El suplemento de cultura: Vehículo esencial en la crítica. Ámbitos. Revista de Estudios de Ciencias Sociales y Humanidades. Universidad de Córdoba. ISSN Impreso: 15752100. Año de publicación: 2013.
- Cosmopoética convierte a Córdoba en la capital mundial de la poesía. Álbum, Letras, Artes. ISSN Impreso: 11316411. Año de publicación: 2009.
- Semblanza de Pablo García Baena. República de las Letras. ISSN Impreso: 11332158. Año de publicación: 2008.
- Hoy es siempre todavía: Córdoba homenajea a Antonio Machado. Álbum, Letras, Artes. ISSN Impreso: 11316411. Año de publicación: 2005.
- Los nuevos suplementos literarios. República de las Letras. ISSN Impreso: 11332158. Año de publicación: 1999.
- Julio Aumente, el poeta diletante de Cántico. República de las Letras. ISSN Impreso: 11332158. Año de publicación: 1997.
- Diferencia "versus" experiencia: La poesía heterodoxa frente a la tendencia oficial. Claves de la Razón Práctica. ISSN Impreso: 11303689. Año de publicación: 1996.
- La infancia de Séneca. Cuadernos Hispanoamericanos. ISSN Impreso: 0011250X. Año de publicación: 1996.
- El tiempo inacabado de Pablo García Baena. Turia. ISSN Impreso: 02134373. Año de publicación: 1990.
- El lenguaje expansivo de Carlos Castilla del Pino. Turia. ISSN Impreso: 02134373. Año de publicación: 1989.
- El humanismo de Juan Bernier. Turia. ISSN Impreso: 02134373. Año de publicación: 1989.
- Juan Ramón y el dandismo. Cuadernos Hispanoamericanos. ISSN Impreso: 0011250X. Año de publicación: 1981.